# Pan TV
PAN TV (Prima Antenna Norditalia) è stato un circuito televisivo italiano nazionale in attività dal 29 luglio 1984 al maggio del 1989. Nel progetto editoriale avrebbe dovuto raggiungere la copertura dell'intera penisola, ma al momento della sua chiusura non raggiungeva ancora le regioni più meridionali del paese.

## Storia
Pan TV nacque il 29 luglio 1984 per volontà dell'editore ed industriale milanese Pietro Paolo Valentini e da un gruppo di imprenditori milanesi guidati da Angelo Mascheroni.
Le emittenti capofila erano Tele Monte Penice, i cui studi televisivi di Pavia sede della nuova emittente vennero rilevati proprio da Valentini per il progetto Pan Tv, Antenna Padana, sempre di Pavia, e Canale 6 di Milano; le consociate salirono a 25 emittenti.
Inizialmente i suoi programmi vennero ritrasmessi in Lombardia da Tele Monte Penice, Antenna Padana, Canale 6, TeleStudio Milano, TVL Lombardia, VideoMilano 68, NordItalia TV, in Piemonte da Antenna 3 e Nuova Rete, in Valle d'Aosta da R.T.A.-Radio Tele Aosta, in Liguria da Imperia TV e TeleSpazio, in Toscana, Umbria e parte del Lazio da TeleMondo 2000.
Nel corso del 1985 Valentini ampliò la copertura del network attraverso l'acquisizione di quote azionarie e di frequenze dalle emittenti lombarde Telespazio Lecco, Tele Centro Lecco, Video Milano 68, TeleStudio Milano, TelEuropa, VideoComo 47 ed Euro 3 Varese.
Nel dicembre 1985 l'editore unico è Angelo Mascheroni.
Nel 1986 il circuito raggiunse Roma grazie ad un accordo con Canale 66. Altri accordi coinvolsero TeleScirocco di Trapani e Tele Radio Erre di Foggia.
Il 15 novembre 1987 la sede venne trasferita da Pavia ad Assago, a Milanofiori.
Nel 1988 furono coperte la Campania con TeleSalerno1 e parte della Calabria grazie a TRS2 Tele Radio Sud.
Il sopraggiungere di alcune difficoltà economiche e la conseguente uscita dalla syndication di alcune affiliate portarono alla chiusura definitiva nel maggio del 1989.
Successivamente si tentò di ricreare il canale sotto la denominazione di "Norditalia TV", ma passarono solo pochi mesi e le frequenze furono rilevate dapprima da Telejolly di Inzago-Melzo (MI), legata al circuito Supersix di Gianni Ferrauto, quindi nel 1990 da Tele 90, rete televisiva seminazionale di Firenze e poi dal 1992 da Telecampione.

## Programmi
Il palinsesto dell'emittente era diviso in fasce:
- Buongiorno (dalle 7.00 alle 8.30): telenovela e sceneggiati
- E adesso che se ne sono andati tutti... (dalle 8.30 alle 12.00): televendite - condotto da Patrizia Rossetti
- Buon appetito (dalle 12.00 alle 14.15): telegiornale, telefilm, sit com e sceneggiati
- Vetrine che luccicano (dalle 14.15 alle 16.45): televendite
- Divertiamoci insieme (dalle 16.45 alle 18.45): programmazione giovanile
- Inizia lo spettacolo (dalle 18.45 alle 21.15): giochi a premi, miniserie e telefilm
- Ciak si gira (dalle 21.15 alle 22.45): film
- Restate con noi (dalle 22.45 alle 00.30): telegiornale, oroscopo e rubriche
- Buonanotte (dalle 00.30): programmi della notte